# NGC 3580
NGC 3580 је лентикуларна галаксија у сазвежђу Лав која се налази на NGC листи објеката дубоког неба.
Деклинација објекта је + 3° 39' 27" а ректасцензија 11h 13m 16,0s. Привидна величина (магнитуда) објекта NGC 3580 износи 14,0 а фотографска магнитуда 15,0. NGC 3580 је још познат и под ознакама MCG 1-29-18, CGCG 39-75, PGC 34159.